# A News
A News est une chaîne d'information internationale lancée le 3 avril 2017. Il s'agit de la deuxième chaîne de Turquie diffusant en anglais, après la chaîne d'information TRT World, créée en 2015 .

## Objectif
(juillet 2025).
Le contenu est difficilement compréhensible vu les erreurs de traduction, qui sont peut-être dues à l'utilisation d'un logiciel de traduction automatique.
La chaîne est la voix de la Turquie et des pays de la région[évasif] et vise à remplir sa mission de journalisme précis en reflétant les faits sous différents angles . En outre, il souhaite expliquer la Turquie de la meilleure façon possible à l’étranger et empêcher les opérations de perception.

## Chaînes soeurs
ATV, A HBR, A Para et A Spor sont les autres chaînes sœurs d'A News.